# Alfa elica destrorsa
L'α elica destrorsa è l'α elica che si trova in tutte le proteine umane tranne rare eccezioni ed è la struttura secondaria più presente nelle proteine globulari, rappresentando circa un terzo dei residui.
Gli angoli φ e ψ teorici sono: φ=-57,8 ψ=-47 mentre quelli sperimentali sono: φ=-64±7 ψ=-41±7.
La struttura è particolarmente stabile infatti:
- si trova al centro di una buca di potenziale nel grafico di Ramachandran
- i dipoli di legame sono perfettamente allineati
- il raggio è ottimale per le interazioni di van der Waals
- le catene laterali minimizzano l'ingombro sterico